# Liste der Kulturdenkmale in Bergenhusen
In der Liste der Kulturdenkmale in Bergenhusen sind alle Kulturdenkmale der schleswig-holsteinischen Gemeinde Bergenhusen (Kreis Schleswig-Flensburg) aufgelistet (Stand: 2. Juni 2025).
Die Bodendenkmale sind in der Liste der Bodendenkmale in Bergenhusen aufgeführt.

## Legende
In den Spalten befinden sich folgende Informationen:
- Objekt-ID: die Nummer des Kulturdenkmales
- Lage: die Adresse des Kulturdenkmales und die geographischen Koordinaten. Kartenansicht, um Koordinaten zu setzen. In der Kartenansicht sind Kulturdenkmale ohne Koordinaten mit einem roten Marker dargestellt und können in der Karte gesetzt werden. Kulturdenkmale ohne Bild sind mit einem blauen Marker gekennzeichnet, Kulturdenkmale mit Bild mit einem grünen Marker.
- Offizielle Bezeichnung: Bezeichnung des Kulturdenkmales
- Beschreibung: die Beschreibung des Kulturdenkmales
- Bild: ein Bild des Kulturdenkmales

## Sachgesamtheiten
| Objekt-ID      | Lage                                                   | Offizielle Bezeichnung | Beschreibung | Bild                             |
| -------------- | ------------------------------------------------------ | ---------------------- | --- | -------------------------------- |
| 40903 Wikidata | Dörpstroot 11, Dörpstroot (54° 22′ 29″ N, 9° 19′ 9″ O) | Kirche Bergenhusen     | Aktualisierung vorgesehen - Begründung: geschichtlich, künstlerisch, städtebaulich, Kulturlandschaft prägend - Schutzumfang: Kirche mit Ausstattung, Kirchhof, Gusseisenpforten, Granitquadermauer, Lindenkranz (Dörpstroot); Pastorat von 1795 (Dörpstroot 11) | weitere Fotos \| Fotos hochladen |

## Bauliche Anlagen
| Objekt-ID     | Lage                                       | Offizielle Bezeichnung | Beschreibung | Bild                             |
| ------------- | ------------------------------------------ | ---------------------- | --- | -------------------------------- |
| 1871 Wikidata | Dörpstroot (54° 22′ 29″ N, 9° 19′ 8″ O)    | Kirche mit Ausstattung | Die Kirche wurde am 14. Dezember 1712 eingeweiht. Es ist eine Saalkirche mit fünfseitigem Chor. Sie steht auf den Resten einer Felsenkapelle von 1304. Die Ausstattung im Inneren ist im Stil des Spätbarocks gehalten und aus der Bauzeit. Alteintragung (Aktualisierung vorgesehen) - Begründung: geschichtlich, städtebaulich - Schutzumfang: Alteintragung (Aktualisierung vorgesehen) - Denkmaltyp: Bauliche Anlage, Sachgesamtheit: Kirche Bergenhusen | weitere Fotos \| Fotos hochladen |
| 1870 Wikidata | Dörpstroot 11 (54° 22′ 33″ N, 9° 19′ 4″ O) | Pastorat von 1795      | Alteintragung (Aktualisierung vorgesehen) - Begründung: geschichtlich, künstlerisch, städtebaulich - Schutzumfang: gesamtes Objekt - Denkmaltyp: Bauliche Anlage, Sachgesamtheit: Kirche Bergenhusen | Fotos hochladen                  |

## Gründenkmale
| Objekt-ID      | Lage                                     | Offizielle Bezeichnung | Beschreibung | Bild            |
| -------------- | ---------------------------------------- | ---------------------- | --- | --------------- |
| 19472 Wikidata | Dörpstroot (54° 22′ 29″ N, 9° 19′ 10″ O) | Kirchhof               | Alteintragung (Aktualisierung vorgesehen) - Begründung: geschichtlich, künstlerisch, städtebaulich, Kulturlandschaft prägend - Schutzumfang: Kirchhof, Gusseisenpforten, Granitquadermauer, Lindenkranz - Denkmaltyp: Gründenkmal, Sachgesamtheit: Kirche Bergenhusen | Fotos hochladen |

## Ehemalige Kulturdenkmale
| Objekt-ID | Lage            | Offizielle Bezeichnung | Beschreibung | Bild                                    |
| --------- | --------------- | ---------------------- | --- | --------------------------------------- |
| 36089     | Dörpstroot 9 () | Hallenhaus             | Hallenhaus; 1826; giebelständiger, weiß geschlämmter Backsteinbau mit steilem reetgedeckten Walmdach, Groot Dör unter Segmentbogen und seitlichem ehem. Stallflügel; Böschungsmauer - Begründung: geschichtlich, städtebaulich, Kulturlandschaft prägend - Schutzumfang: Hallenhaus, Böschungsmauer - Denkmaltyp: Bauliche Anlage | Direkt Bild zu diesem Denkmal hochladen |

## Quelle
- Liste der Kulturdenkmale in Schleswig-Holstein – Kreis Schleswig-Flensburg

- Karte mit allen Koordinaten:
- OSM |
- WikiMap